# Гроф Магнус
„Гроф Магнус” (енгл. Count Magnus) је прича о духовима британског писца М. Р. Џејмса, први пут објављена 1904. године у збирци прича под насловом Приче о духовима једног антиквара.
Приповетка се на српском језику први пут појавила 2015. у оквиру збирке прича Зазвижди и ја ћу ти доћи издавачке куће Орфелин, у преводу Дејана Огњановића.

## Радња
Господин Рексол је аутор неколико путописа и претходно је објавио један о Бретањи. Током свог путовања по Шведској, наилази на древну властелинску кућу (швед. herrgård) у Вестерјетланду и одлучује да тамо истражује. Тамо му је понуђен смештај, али он одбија и одседа у гостионици у локалном селу. У близини локалне цркве налази се маузолеј, који је за себе и своју породицу, Де ла Гарди, изградио гроф Магнус. Рексол се распитује код власника гостионице о локалним традицијама везаним за грофа Магнуса.
Гроф је познат као окрутан властелин, који је строго кажњавао своје закупце ако би закаснили с рентом. Куће које су се градиле преблизу његовим земљама често би изненада изгореле. Такође је био на Црном ходочашћу, са кога је донео нешто „вансветско”. Касније, истражујући породичне документе, Рексол открива објашњење за ходочашће у књизи алхемијских трактата под називом Liber nigræ peregrinationis. Ходочашће је водило у Хоразин и укључивало је поздрав Принцу ваздуха. Враћајући се кући, Рексол се обрео код маузолеја и изразио жељу да види грофа Магнуса. Касније, састаје се са ђаконом и распитује се о Хоразину, али овај нејасно одговара на Рексолова питања. Поново пита власника гостионице шта је гроф Магнус донео из Хоразина и чује причу о двојици људи који су једне ноћи ишли у криволов на грофовим земљама. Један од њих је пронађен у кататоничном стању, док је други био мртав; лице му је било одерано са лобање.
Сутрадан, заједно са ђаконом, Рексол посећује маузолеј. Грофов бакарни саркофаг је украшен сценама из његовог живота, као и приказом грофа на врху. Једна од сцена приказује човека кога прогони прилика са огртачем и капуљачом и пипцима, док гроф посматра са брда. Поклопац је осигуран са три катанца, од којих је један већ откључан. Касније, на путу назад до маузолеја, Рексол се занесе и схвати да је почео да мантра. Убрзо примећује да су преостала два катанца сада откључана.
Следећег дана, припрема се да заврши своја истраживања и врати се у Енглеску. Зауставља се код маузолеја како би се опростио од грофа Магнуса и поново изражава жељу да га види. Тада трећи катанац спада и поклопац почиње да се подиже. Брзо одлази, али не успева да закључа маузолеј иза себе.
Рексол се безбедно враћа у Енглеску каналском барком, али има осећај да међу његовим сапутницима постоје две чудне прилике које се не појављују на оброцима. Стиже у Херич и узима кочију до Белчам Сент Пола. На путу, поново види те две чудне прилике. Налази смештај и следећег дана чека та два странца.
Сутрадан је пронађен мртав у ужасном стању и порота пресуђује да је посреди био Чин Божји. Кућа у којој је умро бива напуштена и на крају је дошла у власништво приповедача, који је руши јер нико није желео да одседне у њој.

## Адаптације
Ова прича није била укључена у оригиналну серију Прича о духовима за Божић из 1970-их због буџетских разлога. Режисер Лоренс Гордон Кларк је желео да је екранизује 1978. године, касније признaјући: „Желео сам да снимим Грофа Магнуса по делу М. Р. Џејмса, али нису хтели да обезбеде новац за то, што сам сматрао непроницљивим, с обзиром на успех који смо постигли са серијом”.
Прича је коначно адаптирана више од четрдесет година касније, 2022. године, за исти програм под насловом Гроф Магнус. Режисер и сценариста адаптације био је Кларков наследник, Марк Гетис.

## Утицај
Хорор подкаст The Magnus Archives добио је име по овој приповеци.